# Mount Tranchant
Mount Tranchant (französisch Mont Tranchant, übersetzt Randberg; im Vereinigten Königreich Edge Hill, englisch für Randhügel) ist ein 285 m hoher Berg an der Graham-Küste des Grahamlands auf der Antarktischen Halbinsel. Er markiert die Südflanke der Mündung des Wiggins-Gletschers in die Penola Strait.
Teilnehmer der Fünften Französischen Antarktisexpedition (1908–1910) unter der Leitung des Polarforschers Jean-Baptiste Charcots kartierten und benannten ihn deskriptiv. Das Advisory Committee on Antarctic Names übertrug diese Benennung 1965 in einer Teilübersetzung ins Englische. Das UK Antarctic Place-Names Committee nahm dagegen 1959 eine modifizierte Übersetzung vor.